# لا بولين فيسوبي
لا بولين فيسوبي (بالفرنسية: La Bollène-Vésubie)‏ هي بلدية فرنسية تقع في إقليم الألب البحرية من منطقة بروفنس ألب كوت دازور في جنوب شرق فرنسا. تبلغ مساحة هذه المدينة 35.57 (كم²)، وترتفع عن سطح البحر 650 م، يبلغ عدد سكانها 574 نسمة حسب إحصاء المعهد الوطني للإحصاء والدراسات الاقتصادية سنة 2009 م. وترأس Alain Margaritora البلدية خلال فترة (2008-2014).

## وصلات خارجية
- صفحة البلدية على موقع المعهد الوطني للإحصاء والدراسات الاقتصادية